# Guerres byzantino-serbes

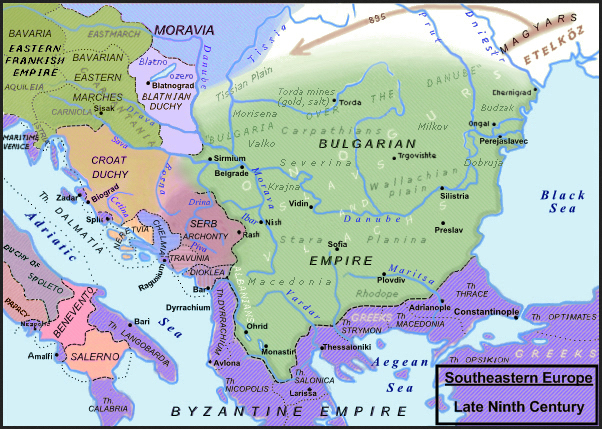
L’Empire byzantin (violet) et la Serbie (rose foncé) en 850.

Sous le nom de guerres byzantino-serbes on regroupe les conflits qui opposèrent l’Empire byzantin aux Serbes depuis l’arrivée de ceux-ci dans la péninsule des Balkans au VIIe siècle et la création subséquente d’un État serbe, jusqu’à la conquête de l’Empire serbe par les Turcs ottomans. 
À l’époque où les Serbes s’établirent sur un territoire concédé par l’empereur Héraclius entre la rivière Save et les Alpes dinariques, la souveraineté de Constantinople, réelle dans les villes de la côte dalmate devenait de plus en plus nominale à mesure que l’on s’enfonçait à l’intérieur des terres. Avec la création du Premier Empire bulgare au VIIIe siècle, la Serbie deviendra un enjeu dans les relations byzantino-bulgares. 
À partir du XIe siècle alors que la Rascie (en serbe : Рашка, Raška) remplacera la Dioclée (en serbe Дукља, Duklja ; en latin d'abord Doclea puis Diocleia) à titre du plus important État serbe et que la Hongrie ayant annexé la Croatie, devient voisine des Serbes, le triangle Hongrie-Empire byzantin-Serbie remplacera celui de la Bulgarie-Empire byzantin-Serbie. Au XIIe siècle, Stefan (ou Étienne) Nemanja, fondateur de la dynastie des Nemanjić, joua d’abord des rivalités entre la Hongrie et Byzance, puis après avoir proposé en vain à l’empereur Frédéric Barberousse de devenir son vassal, il réussit après la bataille de la Morava à négocier avec l’empereur Isaac II Ange l’autonomie de son État en échange de la restitution de territoires conquis.  
La chute de l’Empire byzantin en 1204 aux mains des croisés et sa fragmentation entre divers États successeurs devait changer la géopolitique des Balkans et faire de la Serbie et de la Bulgarie des États plus puissants que Byzance. En 1346, Stefan Uroš IV Dušan se proclama « Empereur des Serbes et des Romains » ; le but qu’il poursuivra tout au cours de son règne sera de conquérir Constantinople et de pouvoir y régner sur un vaste empire byzantino-serbe orthodoxe capable de mettre les Turcs en échec. Il devait mourir subitement en 1355 alors qu’il se préparait à une grande offensive contre Constantinople. Son empire devait se fractionner sous son successeur Stefan Uroš V et à partir de la mort de celui-ci lors de la bataille de la Maritsa, le 26 septembre 1371, les différentes principautés serbes deviendront vassales des Turcs.

## Premiers contacts entre Constantinople et les Slaves (VIesiècle–VIIesiècle)
Les peuples slaves (appelés Sclavini) devaient faire leur apparition sur le limes romain aux Ve siècle et VIe siècle. Dès les années 580, ils semblent former une force autonome quoique subordonnée aux Avars plus puissants qu’eux. Ensemble, ils prirent part aux guerres byzantino-avares franchissant le limes sous le règne de Tibère II (r. 578-582), certaines tribus pour piller et capturer des esclaves,, d’autres pour s’installer dans le voisinage de quelques villes de Thrace. Progressivement, ils devaient se répandre dans les provinces de Dalmatie (Croatie moderne), Mésie supérieure (Serbie, Macédoine (nord), Bulgarie (nord) et Roumanie) et Dardanie (Kosovo, Macédoine du Nord et Albanie).
Occupés à défendre l’empire contre les Perses en Asie mineure, les empereurs Phocas (r. 602-610) et Héraclius au début de son règne (r. 610-641) ne purent s’occuper de la frontière danubienne. Entre 612 et 615, Salona, capitale de la Dalmatie romaine sur l’Adriatique fut prise et pillée ; les territoires au sud de la rivière Save furent occupés par les Slaves, l’autorité byzantine sur la côte ne s’étendant plus que sur quelques villes : Iader (Zadar), Tragurium (Trogir), Spalatum (Split), Ragusa (Dubrovnik), Acruvium (Kotor), Butua (Budva), Lissus (Lješ) et Dyrrachium. Pendant ce temps, les Avars, alliés pour l’occasion aux Perses, faisaient le siège de Constantinople. Ils furent toutefois défaits par les Byzantins en juillet 626 et durent se replier sur la Pannonie. Les Slaves en profitèrent pour se libérer de leur domination et s’enfoncer vers l’intérieur des terres, puis après avoir pris Niš et Sofia, se diriger vers la Thrace et l’Épire dans le Péloponnèse,.
Jusque-là le terme « slave » était employé de façon générique pour désigner les peuples venant de Pannonie et de ses environs. Le premier à établir une distinction entre Slaves d’une part, Croates et Serbes d’autre part, fut l’empereur Constantin VII Porphyrogénète (r. 913-959) qui consacre les chapitres 29 à 36 de son De Administrando Imperio à l’arrivée des Slaves dans la province romaine de Dalmatie, et celle, subséquente (VIIe siècle,) des Croates et des Serbes. Au chapitre 31, il explique ainsi l’arrivée des Croates :

« Les Croates qui vivent aujourd’hui en Dalmatie descendent des Croates non baptisés aussi appelés « Croates blancs » [Le terme « blanc » se référant ici à l’ouest] qui vivent au-delà de la Turquie [La Hongrie d’aujourd’hui] et ont comme voisins slaves les Serbes non baptisés. […] Ces mêmes Croates vinrent demander la protection de l’empereur des Romains avant que les Serbes ne viennent également demander la protection du même empereur Héraclius à l’époque où les Avars avaient combattu et expulsé les Romains. Ces Romains ayant été expulsés durant le règne de ce même empereur Héraclius, leur pays avait été ravagé. Aussi, sur ordre de l’empereur Héraclius, ces mêmes Croates défirent et expulsèrent les Avars de ces territoires où ils s’installèrent conformément à la volonté de l’empereur. […] L’empereur fit venir des prêtres de Rome parmi lesquels furent choisis un archevêque et un évêque, des anciens et des diacres qui baptisèrent les Croates. »

Le chapitre 32 est consacré à l’établissement en deux temps des Serbes. Tout comme les Croates, ils sont désignés sous le terme de « blancs », allusion au fait qu’ils habitaient en Occident, au-delà de la Hongrie, près de la Francie et avaient les Croates comme voisins. Deux frères dont Constantin VII ne donne pas les noms vinrent avec la moitié de leur peuple solliciter la protection d’Héraclius qui, dans un premier temps, leur donna un territoire appelé Serblia (Srbica) dans la région de Thessalonique. Peu après, ils décidèrent de retourner chez eux, mais ayant franchi le Danube, ils changèrent d’avis. L’empereur leur donna alors comme territoire une région qui avait aussi été dévastée par les Avars entre la rivière Save et les Alpes dinariques et qui correspondrait aujourd’hui au Monténégro, à l’Herzégovine et à la Dalmatie du sud. Tout comme dans le cas des Croates, l’empereur fit venir des prêtres de Rome pour les convertir et les baptiser,. 
Progressivement, on devait voir dans les régions occupées par les Serbes l’émergence de « principautés » : Neretljani (entre les rivières Cetina et Neretva), Zahumljani (entre la rivière Neretva et arrière-pays de Dubrovnik) et Travunians (arrière-pays de Dubrovnik jusqu’au golfe de Kotor). Ces régions sont appelées par Constantin la « Serbie baptisée » pour la distinguer de la « Serbie blanche » d’où ils venaient, restée païenne.

## Première Principauté de Serbie (VIIIesiècle–XIesiècle)

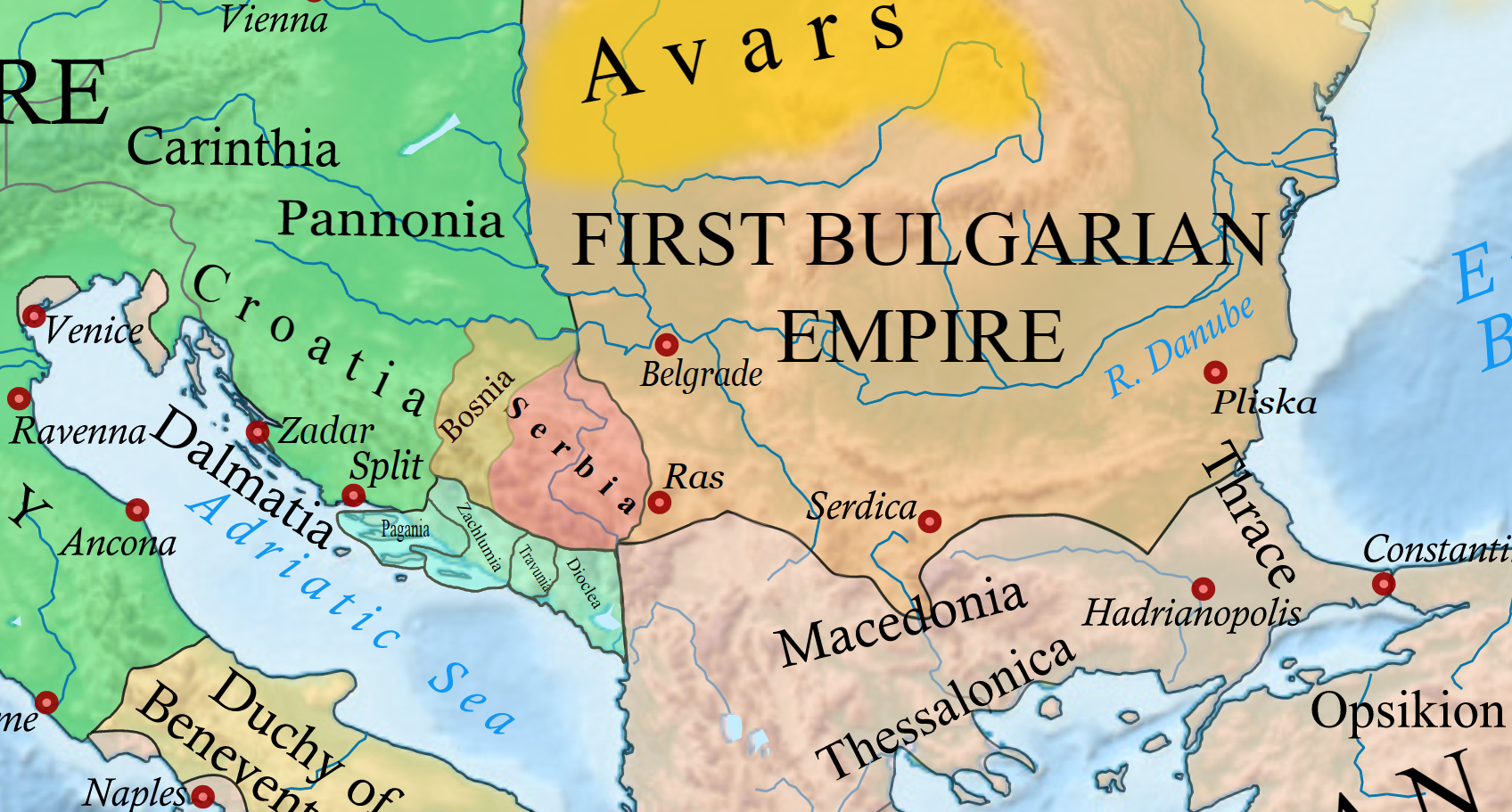
Les principautés slaves en 814.

Les affirmations de Constantin VII à l’effet que les Serbes étaient les « esclaves » de l’empereur (Constantin explique l’origine du mot « Serbe » par son étymologie latine « servus/esclave ») et furent baptisés sous Héraclius télescopent des évènements qui se sont succédé jusqu’au IXe siècle et reflètent davantage l’idéologie impériale de l’époque que la réalité : d’une part la christianisation des Serbes ne fut guère profonde et dut être reprise au IXe siècle ; d’autre part si les Serbes ne contestèrent pas l’autorité de Constantinople c’est que celle-ci, occupée à lutter contre les Perses en Asie, avait trop à faire pour s’occuper de la côte dalmate, alors que les nouveaux arrivants devaient lutter au cours du VIIIe siècle et au début du IXe siècle contre les flottes arabes qui poussaient des incursions dans l’Adriatique. Réel sur la côte dalmate, le pouvoir de Constantinople demeurait nominal à l’intérieur du pays.
Le premier « État » serbe que l’on appellera au Moyen Âge « Rascie » était donc situé au sud de la Serbie moderne et au Monténégro, comprenant les territoires le long des rivières Lim et Piva, l’embouchure de la Neretva (appelée Pagania), Zahumlje, Trebinje et Konavli, avec comme centre l’actuelle Novi Pazar.  
Le premier dirigeant serbe dont nous connaissons le nom fut Višeslav (cyrillique serbe: Вишеслав ; grec : Βοϊσέσθλαβος) ou Vojislav (r. 780-812) qui fonda la première dynastie serbe attestée, celle des Vlastimirović. Les Serbes formaient alors une confédération de communautés villageoises appelées župe (sing. župa) dirigées par un chef ou comte appelé župan. Ces derniers se rapportaient au prince (knez) ou roi (kralj) à qui ils devaient aide et assistance en temps de guerre,. Višeslav est mentionné par Constantin VII comme un loyal serviteur qui était en paix avec les Bulgares avec qui il partageait une frontière commune.
La situation devait se détériorer au VIIIe siècle avec la création du Premier Empire bulgare. L’expansion vers l’ouest du khanat bulgare devait entrainer des migrations massives en Illyrie ; en 762, plus de 200 000 personnes auraient fui en territoire byzantin d’où elles furent relocalisées en Asie mineure. Le khan Telerig (r. 768-777) voulut en 774 recoloniser les territoires désertés et envoya une armée de douze mille hommes s’emparer de la région de Berzétie en Macédoine et transplanter leurs habitants slaves et valaques en Bulgarie. Ayant eu vent ce cette invasion, Višeslav en fit part à l’empereur Constantin V (r. 741-775) . Les Bulgares furent défaits lors de la bataille de Lithosoria en octobre 773. 
En Pannonie, au nord de la Serbie, Charlemagne lança en 791 une grande offensive contre les Avars et reçut l’aide de Višeslav. Par la suite, la Dalmatie qui entretenait de solides relations avec la Serbie fut l’objet de conflit entre Byzance et l’empire carolingien. Le conflit se termina en 812 par la Pax Nicephori aux termes de laquelle les Serbes conservaient la côte mais les Byzantins en gardaient les principales cités.

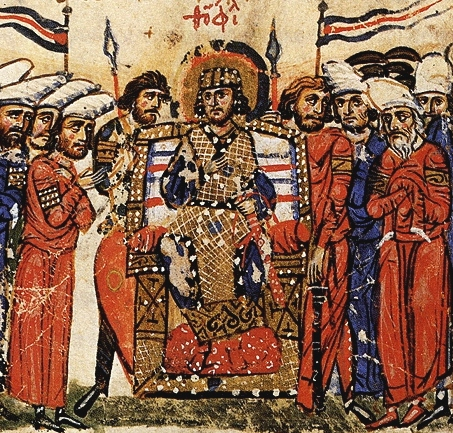
L’empereur Théophile quoique suzerain de Vlastimir ne put lui venir en aide étant lié par un traité de paix avec les Bulgares.

Jusqu’au règne de l’empereur Michel II (r. 820-829), les Byzantins semblent avoir conservé une souveraineté nominale sur les Serbes. La situation changea avec l’arrivée au pouvoir du prince Vlastimir (r. vers 830-851) en Serbie et de l’empereur Théophile (r. 829-842) à Constantinople. Vlastimir se rallia les tribus voisines qui craignaient l’expansion à l’ouest de l’Empire bulgare du khan Krum (r. 803-814), lequel avait, en 805, envahi les Braničevci, Timočani et Obotrites, à l’est de la Serbie,. En 839, le nouveau khan, Presian (r. 836–852), déclara la guerre à la Serbie. Constantin VII ne donne pas les raisons de cette invasion, mais il n’est pas impossible que Théophile qui craignait également l’expansion bulgare, mais qui d’une part était alors en guerre avec les Arabes et d’autre part lié par un traité de paix avec les Bulgares, ait encouragé les Serbes à chasser ceux-ci de la Macédoine occidentale, ce qui aurait été à leur avantage réciproque. Zlatarski suggère que l’empereur aurait alors offert aux Serbes une complète indépendance en échange.
Quoi qu’il en soit, les Serbes défirent les Bulgares qui furent forcés de se retirer de Serbie et le prestige de Vlastimir s’en trouva renforcé ; la défaite de la Bulgarie, deuxième État de la région montrait que la Serbie était devenue un État organisé, capable de défendre ses frontières. Il agrandit celles-ci à l’ouest, prenant la Bosnie et l’Herzégovine ; ayant marié sa fille au župan de Trebinje il devint suzerain de ce territoire et le plus important des archontes serbes,.
La guerre avec la Bulgarie devait reprendre sous les trois fils de Vlastimir qui s’étaient partagé le territoire à sa mort : Mutimir, Strojimir et Gojnik (co-princes 851–880s). Ils repoussèrent une attaque de Boris Ier de Bulgarie en 853 ou 854 et réussirent à capturer douze des généraux du khan ainsi que son fils qui commandait l’armée, après quoi les deux parties firent la paix.
Les liens avec Byzance se renforcèrent lorsque, sous l’impulsion des disciples de Cyrille et Méthode, débuta la véritable conversion de la Serbie . Après le séjour des deux frères à Rome en 868, Méthode devint évêque de Sirmium. Ses successeurs persécutés par leurs collègues venus d’Allemagne trouvèrent refuge dans la Bulgarie christianisée. Dans les années 870, les Serbes furent christianisés et, sur ordre de l’empereur Basile Ier (867-886), fut créée l’éparchie (diocèse) de Ras. Mais lorsque le pape Jean VIII (pape 872-882) voulut rattacher les Serbes au diocèse de Sirmium alors détenu par un évêque latin, Mutinir maintint la communion avec l’Église orientale (celle de Constantinople) ; Serbes et Bulgares adoptèrent la liturgie slavonne plutôt que la liturgie grecque. 
Le christianisme allait de pair avec l’idéologie impériale byzantine en fonction de laquelle l’empereur était le représentant de Dieu sur terre et le souverain de tous les monarques chrétiens, simples administrateurs de leurs peuples au nom du basileus, en témoignage de quoi, ils se voyaient concéder des titres dans l’appareil administratif byzantin et remettre les symboles de leur autorité.
La discorde devait s’installer entre les trois frères et, vers 892, ce fut le fils de Gojnik, Peter (Pierre) qui monta sur le trône et fut reconnu par le tsar Siméon Ier de Bulgarie (r. 893-927) avec qui il signa un traité d’alliance. Il se lança alors dans une politique d’expansion vers l’ouest ce qui facilita les contacts avec les Byzantins qui se cherchaient des alliés contre les Bulgares. Les Byzantins firent miroiter à Peter la promesse de dons en argent et une plus grande indépendance alors que lui-même supportait de plus en plus mal l’influence bulgare. Peter étendit son autorité sur la principauté de Nertljani et se disputa avec Mihajlo Višević de Zahumlje lequel averti Siméon de Bulgarie que Peter planifiait une attaque contre lui avec l’aide des Magyars. Siméon attaqua la Serbie en 917, déposa Peter et le remplaça par un petit-fils de Mutimir, Pavle Branović. Mécontents de la tournure des évènements, Romain Ier Lécapène (r. 920-944) envoya en 920 le fils de Priibislav détrôné par Peter, Zaharija (Zacharie) Pribislavljević, pour renverser Pavle. Zaharija ne réussit même pas à se rendre en Serbie et se retrouva bientôt prisonnier en Bulgarie,. Il devait retourner en Serbie deux ans plus tard à la tête d’une armée bulgare et réussit à détrôner Pavle qui s’était entretemps tourné du côté des Byzantins. La Serbie servait ainsi de pion dans la querelle entre Byzantins et Bulgares. 
Réalisant que ses plans pour capturer Constantinople étaient vains, Siméon se décida à traiter avec l’empereur Romain Lécapène ce qui lui laissa le champ libre pour envahir à nouveau la Serbie en 924. Son armée était dirigée par Časlav Klonimirovic (le fils de Klonimir Strojimirović que Siméon avait appuyé contre Peter en 896). Zaharije fut forcé de fuir en Croatie. Les župans serbes furent convoqués pour reconnaitre Časlav comme leur nouveau prince. Mais sitôt arrivés, ils furent faits prisonniers de même que Časlav et conduits en Bulgarie. La Serbie fut ravagée et nombreux furent ceux qui durent fuir vers la Croatie, la Bulgarie et Constantinople. Siméon transforma alors la Bulgarie en province bulgare. La Bulgarie s’étendait alors jusqu’à Zahumlje dont le prince Michel était son allié, mais au nord touchait à la Croatie dont le souverain, Tomislav, était un allié de Byzance,. 
La domination bulgare sur la Serbie devait durer trois ans. Après la mort de Siméon en 927, Časlav réussit à s’enfuir et à retourner en Serbie avec de nombreux réfugiés . Il restaura l’État, fit alliance avec les territoires dalmates avoisinants et mit fin à la tutelle bulgare sur le centre de la Serbie. Il reconnut immédiatement la souveraineté de Byzance et reçut en retour l’appui financier et diplomatique de Romain Lécapène avec qui il maintint des relations amicales tout au long de son règne. L’influence byzantine s’accrut considérablement durant cette période tout comme l’influence bulgare sur l’Église locale et devait être déterminante lors du grand schisme entre catholiques et orthodoxes,.  
Toutefois, la Serbie restait une « confédération » dont la puissance résidait dans la force du plus puissant des souverains. En 960, lorsque Časlav mourut en défendant la Bosnie contre les incursions des Magyars, cette coalition d’États se dissout. L’intérieur du pays fut annexé par les Empires bulgare et byzantin, la Serbie orientale (la Rascie) devenant le thème byzantin de Serbie (thema Servia). La dynastie de Časlav ne réussit à se maintenir que sur la côte où dans les années 990 Jovan (Jean) Vladimir Vlastimirović devint le prince d’un État appelé Dioclée (Duklja) du nom de l’ancienne ville romaine qui s’étendait sur le Monténégro actuel, l’est de l’Herzégovine et Koplik en Albanie. Son règne devait cependant s’avérer de courte durée et en 997, le pays ainsi que la ville byzantine de Dyrrachium (aujourd’hui Durrës en Albanie ; aussi connue comme Durazzo en italien) étaient conquis par le nouveau tsar Samuel Ier (r. 997-1014). 
À partir de 1001 toutefois, les Byzantins sous la conduite de Basile II (r. 960-1025) mirent un terme à l’expansion de la Bulgarie. La bataille de la Passe de Kleidion en juillet 1014 et la mort de Siméon marquèrent un tournant décisif qui s’acheva par la reprise de Dyrrachium en janvier 1018 et le retour de la souveraineté byzantine sur la presque totalité de l’Europe du Sud-Est,. 

## Grande principauté de Serbie (XIesiècle–XIVesiècle)

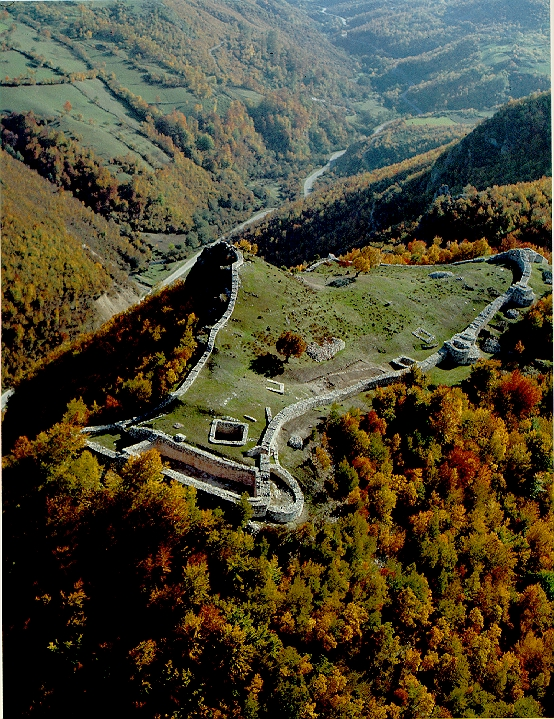
Restes médiévaux de la citadelle de Ras, capitale de la Grande Principauté de Serbie.

Durant cette période on voit l’émergence de « grands župans » (veliki župan en serbe ; magazupanos en grec) dans l’est du pays touchant à l’Empire byzantin. L’un d’eux, Stefan (Étienne) Vojislav, grand župan de Dioclée (r. 1040-1043), profitant de la confusion entourant la mort de Romain III Argyre (r. 1028-1034), se rebella contre Constantinople et réussit après une brève captivité à conquérir son indépendance, fondant la dynastie des Vojislavjević,. Vers 1040, un navire cargo byzantin s’échoua au large des côtes de la Dioclée et Vojislav en confisqua la cargaison. Il s’ensuivit des représailles au cours desquelles les Byzantins organisèrent contre lui une coalition des župans de Bosnie, de Rascie (la Serbie qui était redevenue un État vassal de Byzance) et de Zahumlje. Vojislav eut le dessus et, après que Byzance eut abandonné les hostilités, continua celles-ci contre le župan Ljutovid de Zahumlje dont il annexa une partie du territoire. À ce moment, la Dioclée devint le principal État serbe jusqu’à ce que la Rascie parvienne à s’imposer . À sa mort, probablement en 1043, son fils Mihailo lui succéda. C’est sous Mihailo Vojislavljević (r. 1050-1081) et son fils, Constantin Bodin (brièvement tsar de Bulgarie 1072-1073 ; prince de Dioclée 1081-1101), que la Dioclée atteint son apogée, Mihailo recevant du pape le titre de « roi des Serbes » après avoir rejeté la suprématie byzantine et appuyé une révolte des Slaves dans les Balkans. Par la suite il devait incorporer à son territoire l’arrière-pays serbe de Bosnie et Rascie, y installant des vassaux comme župans. Cet apogée devait toutefois être de courte durée : son fils, Constantin Bodin (r. 1081-1101) fut battu par les Byzantins et relégué au second plan, pendant que son neveu et vassal, Vukan, installé en Rascie reprenait la lutte contre l’Empire byzantin et que la Dioclée s’enfonçait dans la guerre civile. Pendant cette période la paix régna avec l’Empire byzantin, interrompue uniquement par diverses tentatives byzantines pour reconquérir les territoires perdus.
À la mort de Constantin Bodin, Vukan (grand prince de Serbie : 1083-1112) parvint à affranchir la Rascie de la Dioclée, établit sa capitale à Ras (actuelle Novi Pazar) et fonda la Grande Principauté de Serbie à partir de son propre domaine, pénétrant en territoire byzantin pendant qu’Alexis Ier luttait contre les Petchenègues qui était parvenus aux abords de Constantinople.   
Ses constantes incursions en territoire byzantin autour de Kosovo devait provoquer une guerre qui dura de 1090 à 1095 et qui se concentra au nord de Kosovo, entre les territoires serbes de Zvečan et byzantins de Lipljan. Après avoir défait les Petchenègues, Alexis Ier Comnène (r. 1081-1118) envoya une armée conduite par le strategos de Dyrrachium contre Vukan qui la défit en 1092 . Mais après que Vukan eut détruit le village de Lipljan, alors siège d’une éparchie administrée par l’archevêque d’Ohrid, Alexis leva lui-même une armée et se dirigea vers la frontière serbe. Sentant ses gains récents en danger, Vukan offrit de négocier la paix, ce qu’Alexis accepta rapidement, de nouveaux ennemis, les Coumans, étant parvenus aux portes d’Andrinople,,. Dès le départ d’Alexis, Vukan se remit à piller les territoires byzantins le long du Vardar dans les régions de Vranje, Skopje et Tetovo. À nouveau, Alexis marcha sur la Serbie ; à nouveau Vukan offrit de négocier la paix. Toujours menacé par les Coumans, Alexis se hâta d’accepter et put repartir vers Constantinople avec une vingtaine d’otages dont le cousin de Vukan, Uroš, et son fils, Étienne, qui furent emmenés vivre à la cour pour assurer une paix qui devait durer jusqu’en 1106.

### Byzance, la Hongrie et la Serbie (Rascie) (1100-1180)

La Rascie et la Dioclée au milieu du XI.

La Hongrie était devenue au XIe siècle un acteur important dans les Balkans, occupant des territoires nominalement sous suzeraineté byzantine comme Sirmium et annexant la Croatie en 1102. Cette importance croissante avait été reconnue à Constantinople où l’héritier du trône, le futur Jean II Comnène (r. 1118-1143), avait épousé une princesse hongroise, Piroska, devenue lors de son mariage, Irène,. 
L’annexion de la Croatie faisait des Hongrois, déjà suzerains de la Bosnie, les voisins des Serbes. Les nouveaux liens entre la Hongrie et la Serbie avaient été scellés par le mariage de Bela II de Hongrie vers 1130 avec Jelena, fille d’Uroš Ier, grand župan de Rascie ,. Bela ayant été aveuglé, son épouse devint sa principale conseillère et le frère de Jelena, Beloš, vint avec elle à la cour de Hongrie. À la mort de Bela, Beloš devint régent au nom du jeune fils de celui-ci, Geza II (roi de Hongrie et de Croatie : 1141-1162), alors que son frère, Uroš II (r. 1145-1161) devenait grand prince de Serbie. 
Pendant ce temps, à Constantinople, Manuel Ier (r. 1143-1180) était devenu empereur. Grand admirateur de l’Occident et désireux de reprendre les possessions byzantines d’Italie, il n’en était pas moins inquiet de la menace que faisaient planer les Normands sur différentes possessions byzantines dont Corfou, Corinthe et Thèbes. Vers 1148, les Balkans étaient divisés en deux camps : les Byzantins et Venise d’un côté, les Hongrois et les Normands de l’autre. Serbes, Normands et Hongrois échangèrent des ambassades, désireux de mettre en échec les plans de Manuel pour reconquérir l’Italie . En 1149, les Serbes sous la direction des frères Uroš II et Desa et avec l’aide de l’armée de Beloš se révoltèrent contre les Byzantins alors que Manuel se trouvait à Avlona planifiant une offensive de l’autre côté de l’Adriatique,. 
Après avoir répudié la suzeraineté de Constantinople Uroš II Primslav et Desa attaquèrent le župan Radoslav de Dioclée, le forçant à se réfugier à l’extrême sud-est de son territoire (Kotor) ; les deux frères étaient ainsi maitres des deux-tiers de la Dioclée et risquaient d’attaquer les bases byzantines de l’Adriatique pendant que Manuel serait en Italie. Radoslav fit alors appel à son suzerain qui retarda son attaque sur l’Italie pour envoyer des secours de Dyrrachium pendant que, de leur côté, Uroš et Desa requerraient l’appui de Beloš. 
Les forces byzantines réussirent à capturer de nombreuses forteresses serbes, y compris Ras, mais Uroš se réfugia dans les montagnes d’où il dirigea une guerre de guérilla jusqu’à ce que les Byzantins affrontent Serbes et Hongrois lors de la bataille de la rivière Tara en 1050 et défassent ces derniers. Après sa victoire, Manuel, comme l’avait fait son père avant lui, déporta nombre de captifs serbes et les relocalisa ailleurs dans l’empire. Uroš fut brièvement déposé et remplacé par Desa, mais il implora la clémence du basileus qui le restaura dans ses fonctions de grand prince en 1155-1156 et donna Dendra, près de Niš en apanage à Desa. En contrepartie, Uroš dut reconnaitre le basileus byzantin comme son suzerain et lui promettre une aide militaire s’élevant à deux mille hommes pour ses campagnes à l’Ouest et à cinq cents pour les campagnes en Asie. Radoslav fut pour sa part reconduit comme grand župan de Dioclée, reconnaissant également la suzeraineté byzantine,.

### Sous Étienne Nemanja (r. 1166-1199)

La Serbie en 1184 sous Étienne Nemanja.

Uroš II mourut en 1165 ou 1166 ; Manuel Ier (r. 1143-1180) le remplaça comme grand župan par Tihomir, fils de Zavida, un proche parent d’Uroš II qui avait été souverain de Zahumlje ainsi que ses frères ou cousins Miroslav, Stracimir et Stefan Nemanja, ce dernier régnant à Toplica à l’est du pays ainsi qu’à Dubročica que lui avait donné comme fief l’empereur Manuel ; Stefan était ainsi le vassal de son frère Tihomir pour Toplica et de l’empereur byzantin pour Dubročica. 
Tihomir était probablement inquiet de cette double allégeance. Il fit arrêter Stefan qui réussit à s’enfuir et, après avoir levé une armée, s’empara de la Rascie où se trouvaient ses deux frères qui s’enfuirent à Constantinople où ils réussirent à convaincre l’empereur que Stefan complotait contre Byzance. L’empereur fournit à Tihomir une aide militaire pour aller contre son frère. En septembre 1168, les armées de Tihomir et de Nemanja se rencontrèrent dans le nord du Kosovo près du village de Pantino. Nemanja eut le dessus et Tihomir, en s’enfuyant, se noya dans la rivière Sitnica. Ses frères Miroslav et Stracimir se rallièrent alors à Stefan qui fut nommé grand župan probablement la même année, fondant la nouvelle dynastie des Nemanjić . 
Ayant décidé de se libérer de la tutelle de l'Empire byzantin, il profita de la guerre entre Venise et Constantinople en 1171 pour s’allier à Étienne III de Hongrie (r. 1162-1172) et à agrandir son territoire aux dépens des Byzantins. Mais la mort du roi de Hongrie le laissa seul face à Manuel. Il décida alors de négocier avec le basileus. Celui-ci accepta ; Nemanja dut participer à l’entrée triomphale de l’empereur à Constantinople et reconnaitre la suzeraineté de Byzance en acceptant, cette fois de l’empereur, le titre de grand župan,. Par la suite, Nemanya demeurera fidèle à Manuel devenu son suzerain .
Toutefois cette soumission ne s’appliquait qu’à la personne de Manuel et lorsque celui-ci mourut en 1180, Stefan Nemanja participa à partir de 1183 aux côtés de la Hongrie à une guerre contre l'Empire grec, les deux armées occupant la ville et la région de Niš. Lorsque Bela III (r. 1172-1196) fut renversé par un coup d’État ourdi par Constantinople, Nemanja continua seul la guerre contre Byzance. Ayant comme unique objectif d’unifier sous sa gouverne les terres serbes, il s'empara des régions jouxtant la ville de Vranje, toute la vallée de la Morava, du Kosovo, de Hvosno et Lab (la Métochie d’aujourd’hui). Puis, il décida de reprendre à Byzance les terres de l'ancienne Dioclée qui étaient, pour lui, celles de ses ancêtres. En 1184, il s’attaqua à la ville de Raguse (Dubrovnik) où Constantinople ne disposait plus que d’une suzeraineté nominale, mais sans succès. Enfin, en 1186, Nemanja décida d’annexer les autres villes de la région de Zeta qui étaient encore sous la domination de Michel III Vojislav, prince de Dioclée,.

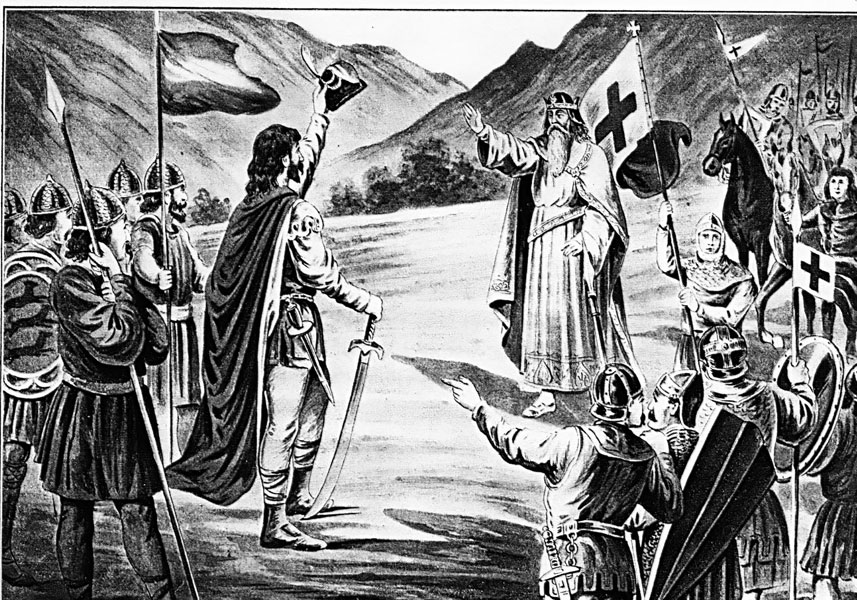
Rencontre entre Étienne Nemanja et Frédéric Barberousse en 1189 (Lithographie de Kosta Mandrović, XIX.

En 1190, Stefan Nemanja, devenu maitre d’un territoire comprenant à la fois la « Serbie baptisée » de Constantin VII et les territoires côtiers de Zahumlje, Traunia et Dioclée, reçut avec faste à Nis l'empereur Frédéric Barberousse qui participait à la troisième croisade, et lui proposa de devenir son vassal si leurs armées attaquaient ensemble Constantinople,. Ne voulant pas se mettre à dos l’Empire byzantin, Frédéric refusa poliment. Ce sur quoi, Stefan se lança dans une vaste campagne dans les Balkans. Battu à la bataille de la Morava en 1190, il dut négocier avec l'empereur Isaac II Ange (r. 1185-1195 ; 1203-1204) et rendre une partie de ses dernières conquêtes. Toutefois, il obtint en échange la reconnaissance de son autonomie. Son second fils, également appelé Stefan, épousa la princesse Eudoxie, nièce d'Isaac et fille du futur empereur byzantin Alexis III Ange, qui lui conféra en 1195 le plus haut titre de l’empire, celui de sébastokrate ; si ce titre en faisait théoriquement un vassal de l’empereur byzantin, il était évident pour tous que la Serbie était maintenant un État pratiquement indépendant,,. 
Les relations avec Constantinople rétablies, la Serbie étant autonome sinon indépendante, Stefan Nemanja, alors âgé de plus de quatre-vingts ans décida de se retirer pour se faire moine, laissant le trône à son deuxième fils, Stefan, pendant qu’il donnait à son fils ainé, Vukan, l'autorité sur la Dioclée que l’on commençait à appeler Zeta. Son troisième fils, Ratsko, reçut le gouvernement de la région de Zahumlje (l'actuelle Herzégovine) mais il refusa le pouvoir et partit en 1192 au mont Athos, où sous le nom de Sava, il devait écrire la biographie de son père. Sitôt réunis, les territoires serbes se trouvaient à nouveau divisés, mais la dynastie des Nemanjić continuera à régner jusqu’en 1371,. En 1202, Vukan avec l’aide des Hongrois devait s’emparer de la Rascie, s’octroyant le titre de « grand župan », et reconnaissait la suzeraineté de la Hongrie pendant que le roi de Hongrie prenait le titre de « roi des Hongrois et des Serbes » même s’il ne régnait directement sur aucun territoire serbe.

## Empire serbe (1346-1389)

L’Empire serbe à la mort de Stefan Uroš IV.

La chute de Constantinople aux mains des Croisés en 1204, la fragmentation de l’ancien Empire byzantin, la nouvelle géopolitique après la reconquête par Michel VIII Paléologue (empereur byzantin 1261-1282) en 1261 devaient avoir d’importantes répercussions sur les relations entre nouveaux et anciens États de la région. Déjà en 1219, alors que l’empire de Nicée apparaissait aux Slaves du sud comme le véritable successeur de l’Empire byzantin, le fils de Nemanja devenu moine, Sava, s’adressa directement au patriarche orthodoxe de Nicée pour recevoir sa consécration comme archevêque autocéphale de Serbie . 
Le retour de Michel VIII s’effectuait dans une situation tendue : la plus grande partie de la Grèce demeurait sous occupation franque, l’Épire et la Thessalie quoique byzantines en théorie lui étaient hostiles, comme l’étaient à la fois la Serbie et la Bulgarie. Alors que Michel VIII était remplacé par son fils Andronic II (r. 1282-1328), le fils de Stefan Uroš Ier, Stefan Milutin, chassait son frère Dragutin du pouvoir et devenait roi sous le nom de Stefan Uroš II (r. 1282-1321). Se déclarant l’allié de Charles d’Anjou, il s’allia avec l’Épire et déclara la guerre à l’empire, s’emparant de Skopje dont il fit sa capitale. Pour Constantinople, Skopje constituait un point stratégique sur l’Axius, commandant la route allant vers Thessalonique et le nord de la Grèce. Une alliance entre la Serbie et la Thessalie représentait une menace pour la route qui traversait les Balkans vers l’Adriatique. En 1297, Andronic faute de pouvoir utiliser la force proposa à Milutin, dont l’épouse légitime venait de mourir, la main de sa propre sœur, Eudocie, veuve de Jean II de Trébizonde. À la perspective de devenir le beau-frère de l’empereur byzantin, Milutin accepta immédiatement, mais non Eudocie. Sachant que celle-ci ne plierait pas, Andronic proposa de la remplacer par sa propre fille, Simonis. À Pâques 1299, Simonis âgée de cinq ans épousait Milutin. Malgré son jeune âge qui l’envoya vivre au gynécée, Simonis apportait en dot tout le territoire de Macédoine que Milutin venait de conquérir .

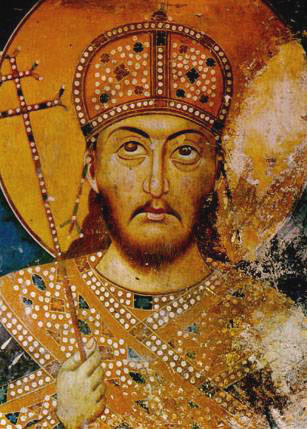
Stefan Uroš IV Dušan selon une fresque de Lesnovo, en Macédoine.

Le fils de Stefan Milutin, Stefan Dečanski, s’étant rebellé contre son père avec l’aide d’une partie de la noblesse serbe en 1314, fut capturé et amené à Skopje où, suivant la tradition byzantine, il fut aveuglé. Son père devait ensuite l’envoyer en exil à Constantinople où il fut bien accueilli par Andronic II. Logé au monastère du Pantocrator de Constantinople, saint Nicolas lui apparut en songe et lui rendit la vue. Il restera à Constantinople jusqu’en 1321 alors qu’il retourna en Serbie pour succéder à son père sous le nom de Stefan Uroš III Dečanski (r. 1321-1331).
Ayant conservé d’excellents liens avec Andronic II, il se rangea à ses côtés dans le conflit qui éclata entre Andronic II et son petit-fils Andronic III (r. 1328-1341) lequel avait le soutien de l’empereur bulgare Mikhail III Chichman Asen. En 1330, Andronic III et Chichman décidèrent d’attaquer la Serbie, mais Stefan Dečanski réussirent à les battre lors de la bataille de Velbazhd (aujourd’hui Kjustendil) en juillet 1330, bataille au cours de laquelle Michel Chichman devait trouver la mort.
Les bonnes relations qu’entretenaient Stefan Uroš III avec l’empereur byzantin provoquèrent l’opposition de la noblesse serbe anxieuse de poursuivre les conquêtes en Macédoine. Aussi encouragea-t-elle son fils, le jeune Stefan Dušan à se rebeller contre son père, comme lui-même l’avait fait contre Stefan Milutin. À partir de janvier 1331, les rapports se détériorent entre père et fils. Capturé en août, Stefan Dečanski fut enfermé dans la ville de Zvečan, où il fut assassiné en novembre ; Stefan Uroš IV Dušan fut couronné le 21 septembre 1331 à l’âge de vingt-deux ans.
Face à la Serbie, force dominante dans le sud-est de l’Europe, l’Empire byzantin n’était plus que l’ombre de ce qu’il avait été. Dès son arrivée au pouvoir, Stefan Dušan se lança, comme le voulait la noblesse, dans une politique de conquête en Macédoine. 
En 1345, l'armée serbe occupa la ville de Serrès puis toute la Chalcidique ainsi que le mont Athos. Au vu de l'état de ruine de l'Empire byzantin, Dušan décida de créer un nouvel empire chrétien orthodoxe capable de résister aux Turcs et se déclara empereur à Serrès à Noël 1345 ; il fut couronné à Skopje le jour de Pâques 1346 en présence du patriarche de Bulgarie Siméon, de l’archevêque d’Ohrid Nikolaï Ier et de divers dirigeants du mont Athos. À cette occasion, l’archevêque de Serbie Joannicius II fut élevé au rang de patriarche et intronisa Dušan comme « empereur des Serbes et des Romains / Bασιλεὺς καὶ αὐτoκράτωρ Σερβίας καὶ Pωμανίας », le texte serbe traduisant le mot « Romains » par « Grecs ». Au mois de mai 1346, Jean Cantacuzène se faisait de son côté couronner empereur byzantin à Andrinople par le patriarche de Jérusalem. 
Il devait s’ensuivre une curieuse situation où d’une part, les Byzantins refuseront de reconnaitre à la fois la prétention de Dušan à la dignité impériale (Jean Cantacuzène dans ses mémoires se réfère toujours à lui comme « roi ») et l’élévation de l’Église serbe au rang de patriarcat, alors que d’autre part le nouvel empire serbe se « byzantinisera ». Le cérémonial et les titres de la cour serbe reprendront ceux de Byzance. Le demi-frère de Dušan et le frère de sa sœur recevront le titre de « despotes ». Le mari de la sœur de Dušan et ainsi que le père du fameux Vukan Branković recevront celui de « sebastocrator » alors que deux généraux deviendront « césars ». De la même façon, dans l’Église serbe devenue patriarcat, plusieurs évêques comme celui de Skopje accéderont au titre de « métropolites » . 
Forcé par la noblesse avant son avènement de poursuivre une politique expansionniste, Stefan Uroš IV Dušan pouvait maintenant penser à la création d’un nouvel empire où Constantinople serait la capitale d’un empire byzantino-serbe. Aussi, pour se ménager l’élément grec de son empire il laissa en place dans les territoires qu’il occupait l’ensemble de l’administration byzantine. Tout en remplaçant nombre de hauts fonctionnaires civils et ecclésiastiques grecs par des Serbes, Dušan confirma les grands propriétaires dans leurs domaines, émettant à la façon byzantine, des chartes écrites en grec qui demeura la langue de l’administration dans cette partie de l’État. Le droit civil et criminel, de même que l’administration des taxes et impôts demeurèrent inchangés .
En 1347, la peste dévasta la Thessalie et l’Épire. Tirant profit du chaos engendré par la maladie et la mort de plusieurs dirigeants locaux, Dušan appuyé par divers seigneurs albanais s’empara de l’Épire (y compris Jannina et Arta), de l’Acarnanie et de l’Étolie. Il était ainsi maitre de tous les Balkans occidentaux jusqu’au golfe de Corinthe. Seul Durazzo (l’ancien Dyrrachium), aux mains des Angevins, échappait à son contrôle. L’année suivante, ce fut la Thessalie qui fut conquise par son général Preljub. En dix ans, Dušan avait réussi à doubler le territoire de son empire tout en réduisant de moitié celui de Constantinople ; cet empire s’étendait maintenant du Danube au nord jusqu’au golfe de Corinthe au sud, de l’Adriatique à l’ouest jusqu’au fleuve Mesta à l’est.
En 1350, réalisant qu’il ne pouvait s’emparer de Constantinople sans une flotte, il débuta des négociations avec Venise laquelle aurait eu avantage à utiliser son aide contre les Hongrois en Dalmatie. Toutefois, craignant pour ses privilèges maritimes dans l’Empire byzantin, Venise déclina l’offre. Le nouvel empereur devait alors jeter son dévolu sur la Bosnie. Ceci l’obligea à retirer d’importantes troupes de Thessalie et de Macédoine. Jean Cantacuzène en profita pour s’aventurer en Macédoine, reprenant la Chalcidique, péninsule où se trouve le mont Athos. Il reçut l’appui du patriarche Calliste qui excommunia à la fois l’empereur serbe et son patriarche pour décourager les populations des territoires grecs de Dušan de lui garder allégeance. Dušan dut alors abandonner son entreprise en Bosnie pour affronter Cantacuzène dont les forces n’étaient pas de taille à se mesurer au Serbe. Après avoir tenté en vain d’obtenir l’appui du tsar bulgare, il dut à son tour se retirer. Ce devait être le dernier effort byzantin pour reconquérir les territoires perdus aux mains des Serbes ,.
En 1354, après avoir repoussé une attaque hongroise, Dušan se mit à préparer sérieusement une attaque contre Constantinople qu’il prévoyait pour 1356. Toutefois, il devait mourir subitement en décembre 1355, âgé d’environ quarante-sept ans,.
Son fils qui devait lui succéder, Stefan Uroš V Nejaki (le faible) (r. 1356-1371), n’avait guère la force de caractère de son père et bientôt les tendances séparatistes de la grande noblesse conduisirent à un éclatement de l’empire en principautés plus ou moins autonomes dont certaines, comme celles de Jean et Alexis Asen, reconnurent la suzeraineté de l’empereur byzantin Jean V, certaines celle de la Hongrie comme la famille des Rastislalić à Braničevo,. Seul lui restait fidèle le centre de l’empire, c’est-à-dire les territoires de l’ouest avec Zeta, la Serbie centrale qui était le domaine royal et l’est de la Macédoine avec Serrès comme capitale. En 1363, Stephan Uroš V se tourna vers Vukašin Mrnjavčević qui deviendra son protecteur, acquérant d’abord le titre de « despote » puis, en 1365, celui de « roi des terres des Serbes du sud et des Grecs de Macédoine ».
Pendant ce temps les Turcs qui avaient conquis en 1354 Gallipoli sur le continent européen commençaient leur progression aux dépens des Byzantins (Demotika en 1360/1361) et des Bulgares (Philippopolis en 1363) arrivant bientôt à la frontière des territoires serbes. Jovan Uglješa, despote de Serrès après la mort de la veuve de Stefan Dušan, tenta de rallier l’appui des Byzantins, des Bulgares et des Hongrois, mais sans succès. Il ne put non plus obtenir l’aide des autres princes serbes, ceux-ci craignant trop que leurs domaines ne soient la proie de leurs voisins si leurs troupes se joignaient à celles d’Ugleša. Seul son frère Vukašin accepta de se joindre à lui. Mais tous deux devaient trouver la mort lors de la bataille de la Maritsa, le 26 septembre 1371. Stefan Uroš V devait mourir sans enfant en décembre de la même année, dernier empereur de Serbie et ultime représentant des Nemanjić. 
Les diverses composantes de l’éphémère empire furent alors conquises soit par les Turcs, soit par les Byzantins et devaient disparaitre définitivement le 13 juin 1389 lors de la bataille de Kosovo Polje qui opposa la coalition du prince serbe Lazare Hrebeljanović et du roi de Bosnie Trvtko Ier à une armée ottomane composée de Turcs et d’émirs musulmans vassaux venus d’Asie mineure ainsi que de vassaux chrétiens au nombre desquels Marko Kraljević, successeur de Stefan Uroš V devenu vassal des Ottomans,.